# Sebastiano Mondolfo
Sebastiano Mondolfo, all'anagrafe Sabato Levi Mondolfo (Trieste, 9 luglio 1796 – Milano, 5 maggio 1873), è stato un banchiere e filantropo italiano.

## Biografia
Esponente di una famiglia benestante ebraica, originaria di Ragusa in Croazia, che aveva fondato assieme ai Morpurgo una banca ad Alessandria d'Egitto, Mondolfo è stato tra le figure di spicco del panorama economico-finanziario e della beneficenza lombarda del suo tempo. A Milano, dove per potersi sposare con Enrichetta Pollastri si è convertito al cattolicesimo, vi si era stabilito, proveniente da Trieste, a metà del XIX secolo.
Presidente della Società Lariana di Navigazione, fra i rappresentanti e finanziatori della Società per la costruzione e gestione delle Ferrovie Lombardo-Venete, è stato insignito del titolo di conte il 24 gennaio 1864. Ha fatto erigere un palazzo a Milano, in corso di Porta orientale, e una villa Monza, edifici progettati da Luigi Tatti, ha ristrutturato una villa a Como (Villa Mondolfo Volontè, già appartenuta ai Resta e confinante con Villa Olmo), abbellendola con una cancellata progettata per Villa d'Este, e ha acquistato il castello di Monguzzo, centro di cui è stato sindaco dal 1868 al 1872.
Nel 1851 si è interessato dell'Istituto dei Ciechi di Milano, sostenendo le attività del suo primo presidente Michele Barozzi. In particolare, Mondolfo ha acquistato un edificio sul corso di Porta Nuova, adeguandolo in modo che potesse ospitare il predetto Istituto, al quale l'ha donato nel 1855. In quello stesso anno ha fatto parte dei promotori, in seguito fondatori, della Società Italiana di Scienze Naturali. Nel 1856 è stato, invece, tra i promotori l'istituzione di una banca di sconto a Milano.
Nel 1867, alla morte di Barozzi, il conte Mondolfo è diventato presidente dell'Istituto dei Ciechi, al quale ha destinato, per testamento, un lascito di 400.000 lire, unitamente ad un legato di 25.000 per i poveri della città. Poco prima della scomparsa, era per altro riuscito a dar vita all'"Asilo Mondolfo", istituzione che si sarebbe dovuta interessare dell'istruzione dei ciechi: fondato nel 1872, l'Asilo è stato inaugurato nel 1877. Con il proprio testamento ha anche disposto un lascito a favore di un Istituto di mutuo soccorso fra gli istruttori italiani con sede a Milano.